# 아르투르 루빈스타인

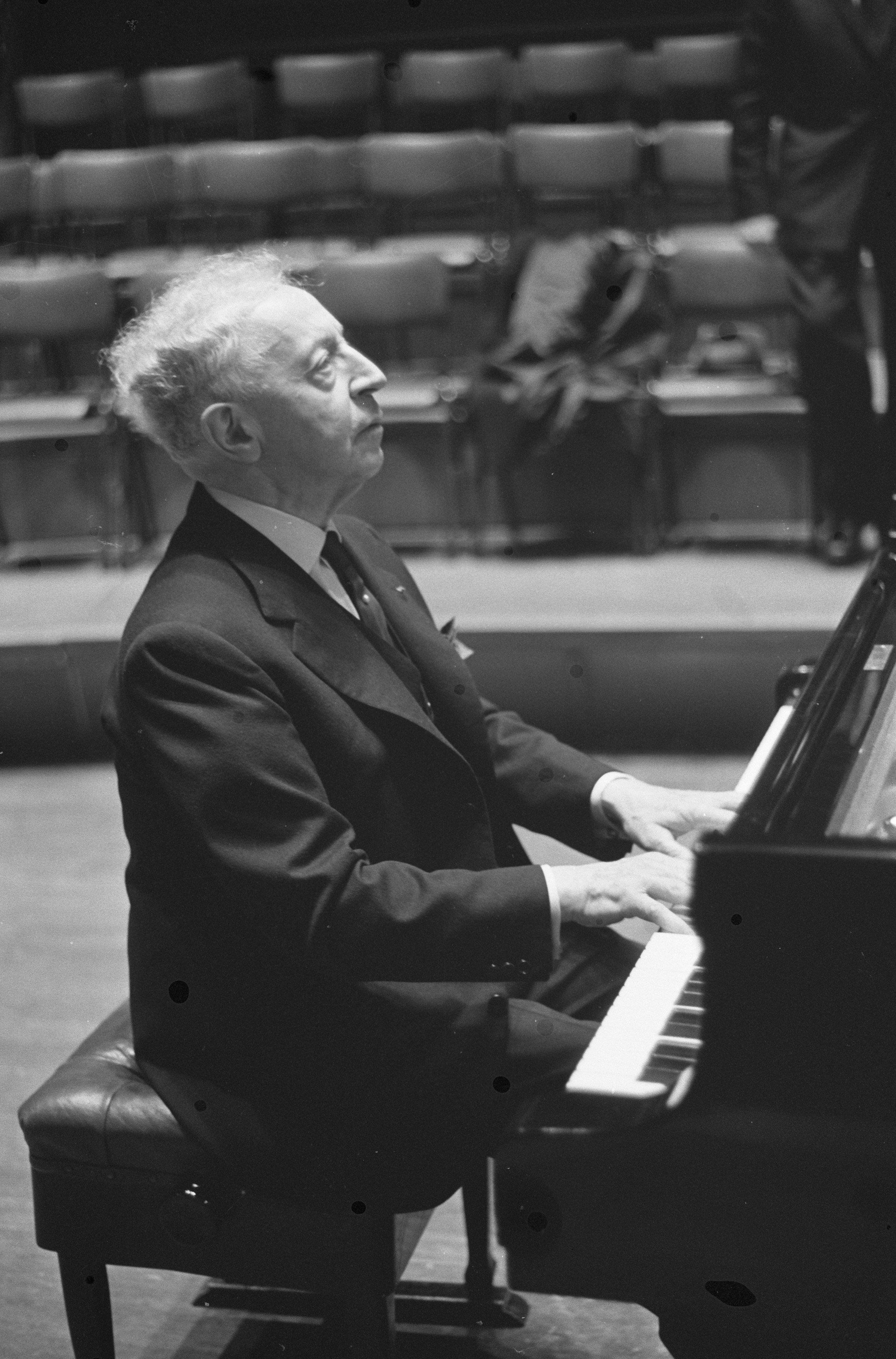
아르투르 루빈스타인 (1962년)

아르투르 루빈스타인(폴란드어: Artur Rubinstein, 1887년 1월 28일 ~ 1982년 12월 20일)은 폴란드에서 태어난 유대인 미국의 피아니스트이다. 그는 역사상 가장 위대한 피아니스트 중 한 명으로 널리 인정받는다. 다양한 작곡가들의 음악 연주로 국제적인 찬사를 받았으며, 쇼팽 해석에 있어서는 그 시대를 대표하는 거장으로 평가받는다.
루빈스타인은 80여년간 피아니스트로 활동했다. 그의 레퍼토리는 쇼팽뿐만 아니라 베토벤, 모차르트, 슈베르트, 리스트, 차이콥스키, 생상스, 슈만 등의 작품도 포함되어 있다.

## 생애
루빈스타인은 1887년 폴란드 입헌왕국의 우치(Łódź)의 유대인 가정에서 태어났다. 그는 펠리치야 블리마 파이가(Felicja Blima Fajga, 혼전 성씨: 하이만)아이작 루빈스타인(Izaak Rubinstein)의 일곱 자녀 중 막내였다. 그의 아버지는 작은 섬유 공장을 운영했다.
본래 루빈스타인의 이름은 레오(Leo)로 지어질 예정이었으나, 그의 여덟 살 된 형이 "우리 이웃 아르투르가 바이올린을 잘 켜니까, 이 아기도 위대한 음악가가 될 수 있을 거야!"라고 주장하여 이름이 아르투르로 바뀌었다. 영어권 국가에서는 아서(Arthur)라는 이름을 선호했지만, 그의 미국 매니저였던 솔 후로크(Sol Hurok)는 아르투르라는 이름으로 활동하도록 했다. 그 결과 그의 음반은 아서와 아르투르라는 두 개의 이름으로 발매되었다.
그는 어린 시절부터 유럽 국가 언어에 능통하는 등의 재능을 보였고, 특히 이미 2세 때부터 절대음감을 보였다고 하며 누나의 피아노 연주를 듣고 피아노에 매료되었다고 한다. 네 살 때에는 공공연히 신동이라는 말을 들었다. 4세 경 루빈스타인의 아버지는 바이올리니스트 요제프 요아힘을 소개해 주며 바이올린을 가르치려고 했는데, 루빈스타인은 바이올린을 배우기를 거부하고 화성과 다성 음악을 더 충실히 구현할 수 있는 피아노에 대한 고집을 꺾지 않았다고 한다. 헝가리 출신 바이올린 연주자 요제프 요아힘은 네 살 된 루빈스타인의 연주를 듣고 감탄하며 가족에게 이렇게 말했다.
"이 아이는 아주 위대한 음악가가 될 가능성이 있습니다. 재능은 분명히 타고났습니다... 진지한 학습을 시작할 때가 되면 저를 찾아오세요. 제가 그의 예술 교육을 지도하겠습니다."
루빈스타인은 1894년 12월 14일, 일곱 살의 나이로 모차르트, 슈베르트, 멘델스존의 곡을 연주하며 데뷔했다. 열 살이 되던 해, 그는 본격적인 음악 공부를 위해 베를린으로 이주했고, 11세 때 시절이던 1898년 요제프 요아힘의 지휘로 모차르트의 협주곡을 연주하여 독일 제국 베를린 악단에 데뷔하였다. 이후 1900년에는 13세의 나이로 베를린 필하모닉 오케스트라와 첫 협연을 가졌다. 요아힘은 루빈스타인을 카를 하인리히 바르트(Karl Heinrich Barth)에게 맡겼다. 바르트는 프란츠 리스트의 제자였으며, 리스트는 카를 체르니에게 배웠고, 체르니는 루트비히 판 베토벤의 제자였다. 이렇게 루빈스타인은 저명한 음악 교육 계보를 이어받게 되었다.
1904년에는 본격적인 경력을 시작하기 위해 프랑스 파리로 이주했다. 그곳에서 작곡가 모리스 라벨과 폴 뒤카스, 바이올린 연주자 자크 티보를 만났다. 또한, 카미유 생상스의 피아노 협주곡 2번을 작곡가 본인 앞에서 연주하기도 했다. 율리우슈 베르트하임(Juliusz Wertheim) 가문과의 인연을 통해 그는 바이올린 연주자 폴 코찬스키(Paul Kochanski)와 작곡가 카롤 시마노프스키와도 친분을 쌓았다. 베르트하임의 쇼팽에 대한 깊은 이해는 루빈스타인에게 큰 음악적 영감을 주었다.

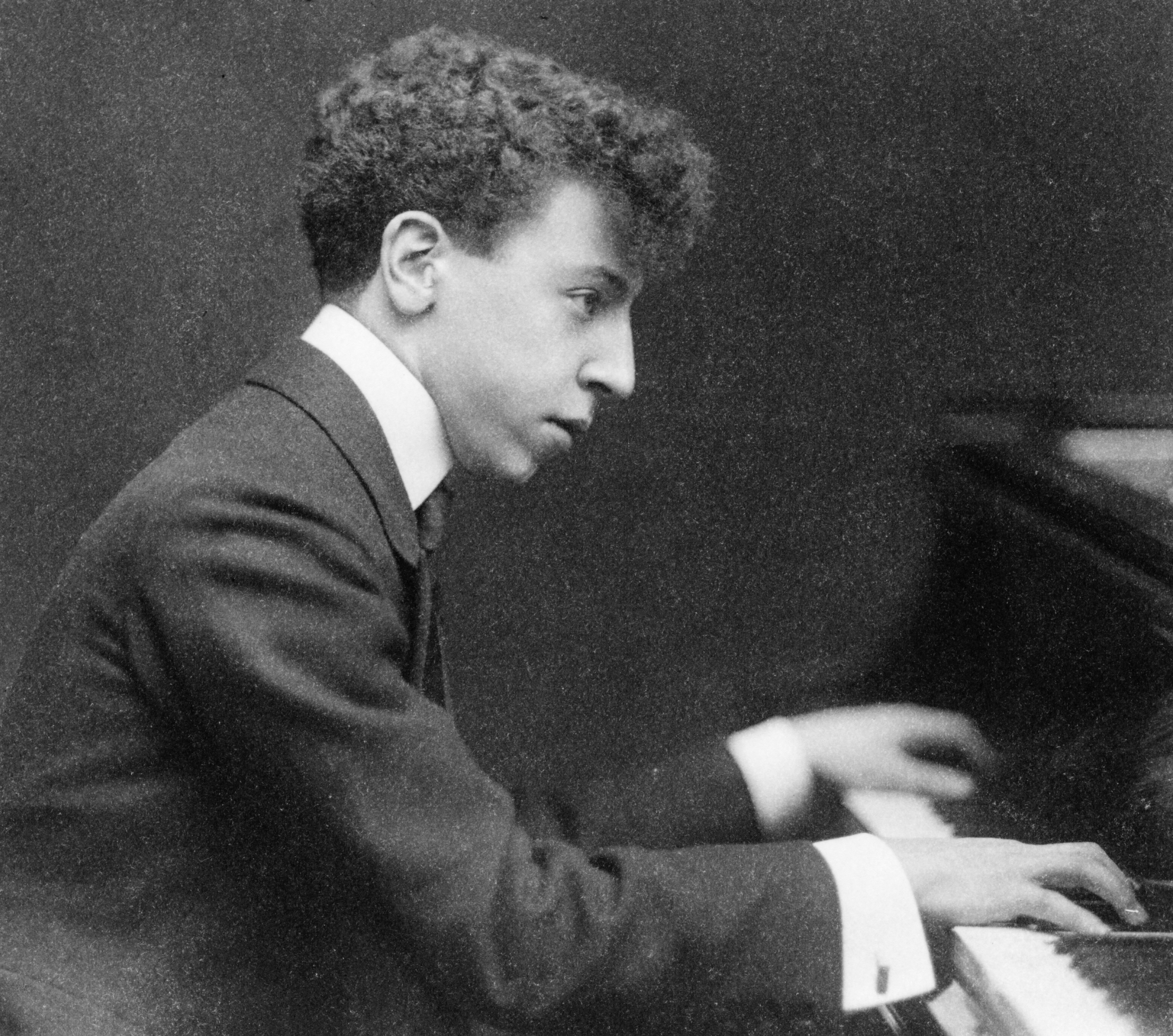
1906년의 모습

1906년에는 뉴욕 카네기 홀에서 데뷔 공연을 가졌으며, 이후 미국, 오스트리아, 이탈리아, 러시아를 순회 공연했다. 하지만 그의 증언과 1969년 프랑수아 라이셴바흐(François Reichenbach)의 영화 L'Amour de la vie에서 그의 아들이 밝힌 바에 따르면, 미국에서는 큰 호응을 얻지 못했다. 1908년에는 재정난과 채권자들의 압박, 베를린 호텔 방에서 쫓겨날 위기에 처하며 극심한 절망에 빠져 자살을 시도했으나 실패했다. 이후 그는 스스로를 "다시 태어났다"고 표현하며, 삶에 대한 무조건적인 사랑을 갖게 되었다고 말했다.
1912년, 런던에서 데뷔 공연을 가졌으며, 첼시의 에디스 그로브(Edith Grove)에 있는 폴과 뮤리엘 드레이퍼의 음악 살롱에서 이고르 스트라빈스키, 코찬스키, 티보, 파블로 카잘스, 피에르 몽퇴 등과 함께 활동하며 음악적 기반을 다졌다.
제1차 세계대전 동안 루빈스타인은 런던에 머물며 독주회와 바이올린 연주자 외젠 이자이와의 협연을 가졌다. 1916년과 1917년, 그는 처음으로 스페인과 남미를 순회 공연하며 큰 찬사를 받았다. 이 순회 공연에서 그는 엔리케 그라나도스, 이사크 알베니스, 마누엘 데 파야, 에이토르 빌라로부스의 음악에 관심을 갖게 되었다. 이들 저명한 음악가들과의 관계는 파야의 판타시아 베티카(Fantasía Bética), 빌라로부스의 루데포에마(Rudepoêma), 스트라빈스키의 페트루슈카를 헌정받는 계기가 되었다.
루빈스타인은 제1차 세계대전 중 독일의 행위, 특히 벨기에에서의 잔학 행위에 크게 충격을 받았으며, 다시는 독일에서 연주하지 않겠다고 결심했다. 그의 독일에서의 마지막 공연은 1914년에 이루어졌다. 제2차 세계대전 동안에는 폴란드에 남아 있던 그의 가족 대부분이 홀로코스트로 희생되면서 독일에 대한 그의 반감은 더욱 깊어졌다. 루빈스타인은 여러 인터뷰에서 다음과 같이 말한 것으로 유명하다. "내가 연주하지 않을 두 나라가 있다. 티베트, 고도가 너무 높아서, 그리고 독일, 그 나라는 너무 낮아서."
이후 59세 시절이던 1946년 미국에 귀화했고, 미국을 중심으로 활동하였다.
1967년 한국을 방문하여 연주회를 가지기도 했다.
루빈스타인의 자서전은 《My Young Years》 (1973)와 《My Many Years》 (1980)의 두 권으로 구성되어 있다. 이 자서전은 음악보다는 개인적 일화에 초점을 맞췄다는 이유로 일부 독자들에게 불만을 샀다. 루빈스타인의 열렬한 팬 중 하나였던 피아니스트 엠마누엘 엑스는 My Many Years를 읽고 큰 실망을 느꼈다. 그는 하비 삭스(Harvey Sachs)에게 "그때까지 나는 루빈스타인을 우상처럼 여겼고, 그의 삶을 본받고 싶었다. 그러나 그 책은 그런 나의 생각을 완전히 바꿔놓았다"고 말했다.
루빈스타인은 자신의 삶과 음악에 대해 다음과 같이 회고했다.
| “ | 음악은 단순히 내 삶이다. 나는 그것을 살고, 숨쉬며, 이야기한다. 나는 거의 무의식적으로 음악을 느낀다. 아니, 그것을 당연하게 여긴다는 뜻은 아니다. 하나님의 어떤 선물도 당연하게 여겨서는 안 된다. 하지만 음악은 내 팔, 다리와 같이 내 일부이다. 한편, 책, 그림, 언어, 사람들은 내 열정이며, 언제나 배양해야 할 대상이다. 여행도 마찬가지다. 나는 길 위에서 많은 시간을 보낼 수 있는 직업을 가진 행운아다. 기차나 비행기 안에서 나는 독서를 할 시간이 있다. 그래서 피아노 연주자가 된 것이 행운이다. 피아노는 멋진 악기다. 크기가 딱 맞아서 어디로든 가지고 다닐 수 없다. 그래서 연습 대신 독서를 할 수 있다. 정말 운이 좋은 사람이 아닌가? | ” |

## 삶과 예술

### 기억력
8개 언어에 능통했으며, 피아노뿐 아니라 다양한 레퍼토리를 엄청난 기억력으로 보유하고 있었다. 그의 회고록에 따르면, 그는 세자르 프랑크의 《교향적 변주곡》을 연주회로 가는 기차 안에서, 피아노 없이 무릎 위에서 연습하며 익혔다고 한다. 루빈스타인은 자신이 기억하는 것이 마치 사진과 같다고 묘사하며, 악보를 회상할 때 잘못 묻은 커피 얼룩까지 떠올릴 정도라고 밝혔다.

### 연주 스타일
그는 엄청난 완벽주의자였으며, 특히 스튜디오 녹음에서는 절대 실수를 용납하지 않았다고 한다. 그로 인해 조금 스튜디오 녹음에서는 조심스러워 하는 것이 느껴진다.
루빈스타인은 또한 예외적으로 뛰어난 청각 능력을 가지고 있었으며, 이를 통해 머릿속에서 전체 교향곡을 연주할 수 있었다. 그는 "아침 식사 시간에 브람스의 교향곡이 머릿속에서 연주될 수 있다. 그러다 전화가 걸려와 받으면, 30분 후에 다시 정신을 차려보면 이미 3악장을 연주하고 있는 상태"라고 말했다. 그의 친구들은 종종 오페라나 교향곡 악보에서 무작위로 발췌하여 그에게 기억으로 연주해 보라고 요구하며 그의 능력을 시험하곤 했다.
힘있고 능숙한 기교와 깊은 음악성을 함께 지닌 그는 쇼팽 음악의 연주자로서 당대의 제1인자로 꼽혔다. 또한 고전 음악으로부터 근대 음악에 이르기까지 폭넓은 레퍼터리로 차이콥스키나 라흐마니노프 협주곡에도 능하다. 연주 스타일은 당당하며 열의에 차 있고 이해하기 쉽다고 평가됐으며, 쇼팽의 작품과 모차르트의 협주곡 뿐 아니라 비창, 월광, 열정 등 베토벤의 소나타도 훌륭하게 연주하였다.

## 서훈
- 1977년 명예 대영 제국 훈장 2등급(honorary KBE, 외국인대상 정원외)